# Богданов Михайло Васильович (партійний діяч)
Михайло Васильович Богданов (нар. 1887 — 1940) — радянський діяч, революціонер, голова Ленінградської міської контрольної комісії ВКП(б), член ВЦВК. Член Центральної контрольної комісії ВКП(б) у 1930—1934 роках.

## Біографія
Працював робітником-токарем по металу.
Член РСДРП(б) з 1904 року.
Вів революційну діяльність. Арештовувався російською поліцією, відбував заслання.
У 1917 році — товариш (заступник) голови виконавчого комітету Петергофської районної ради міста Петрограда.
Перебував на відповідальній партійній роботі.
З 1928 року — секретар партійної колегії та заступник голови Ленінградської обласної контрольної комісії ВКП(б).
До січня 1934 року — голова Ленінградської міської контрольної комісії ВКП(б) та заступник голови Ленінградської обласної контрольної комісії ВКП(б).
1937 року заарештований органами НКВС. Помер у 1940 році.